# Fiumicello
Fiumicello (in friulano Flumisel) è un ex comune italiano della provincia di Udine, in Friuli-Venezia Giulia. Il comune è stato soppresso il 1º febbraio 2018 per aggregazione al comune di Villa Vicentina per formare il nuovo comune di Fiumicello Villa Vicentina.

## Geografia fisica

### Territorio
Il comune si estendeva nella parte meridionale della Bassa Friulana. Era suddiviso in quattro borgate separate che ne costituivano i quartieri: San Valentino, la più popolosa, ospitava il municipio, seguita da Papariano, San Lorenzo e dal Borgo Sant'Antonio.

## Origini del nome
Il toponimo Flumisel / Fiumicello deriva da una diffusa forma diminutiva del lat. flumen, *flumicellus che nelle varie parlate romanze divenne 'fiumicello, fiumisèl' (ecc.). Quasi sicuramente si alludeva alla roggia Tiel o a un ramo isontino abbandonato dalla corrente principale (spostatasi viepiù a est): la roggia Muàrt ('Morto').

## Storia
Il nome di Fiumicello appare per le prime volte agli inizi del Duecento in documenti del Patriarca di Aquileia Wolfger.
Il 9 maggio 1211 si tenne infatti a Fiumicello una riunione alla presenza dello stesso Patriarca Wolfger, per discutere argomenti che riguardavano il patriarcato. Si ignora perché, in quella occasione, la sede della riunione sia stata Fiumicello anziché Aquileia: forse per esigenze logistiche o forse per dare in qualche modo rilevanza al luogo.
Fiumicello, a un certo punto diventa gastaldia, cioè zona amministrata da un addetto patriarcale che aveva il compito di reggerla con poteri civili e di presiedere le riunioni dei consigli. Le riunioni pubbliche avevano luogo presso la chiesa di San Lorenzo dove il gastaldo decideva e giudicava. Da un documento del patriarca Gregorio datato 9 maggio 1268 si legge che la gastaldia di Fiumicello è concessa in affitto a un certo Leonardo d'Aquileia ("1268, die IX exeunte Maij. D.nus Patriarcha pro M.s 50 concessit affictus Gastaldiae Flumiselli....").
Fiumicello viene citato, nel corso del Medioevo in contratti e atti di non troppa importanza. Da documenti dell'epoca appare chiaro che già nel XIV secolo sorgeva un'originaria chiesa in Fiumicello, pare sita nell'attuale costruzione della chiesa di San Lorenzo, ma dedicata a San Canciano, martire aquileiese.
La famiglia Savorgnan aveva poco lontano a Fiumicello una sua roccaforte in quel della Centenara presso Belvedere, borgo della pieve di Fiumicello. La Centenara, ora adibita a campeggio, fu la roccaforte dei Savorgnan allorché venne ucciso Federico (1388) e la famiglia qui si rifugiò data la possibilità di raggiungere Grado via mare. Da qui inizia l'alleanza dei Savorgnan con Venezia, che verrà chiamata a intervenire nella guerra civile scoppiata tra i feudatari legati a Udine e i feudatari riuniti in coalizione attorno all'antica capitale Cividale e capeggiata dagli Asburgo. L'invasione veneziana del Friuli che ne seguì, culminò nel 1420 quando Tristano, figlio di Federico Savorgnan, entrò a Udine con i veneziani e decretò la fine del Patriarcato. Il Friuli cambia quindi fisionomia ed è diviso tra marciani e arciducali con una conformazione politica, a tratti, a macchia di leopardo.
Fiumicello, assieme alle vicine Aiello, Ruda, Aquileia e Cervignano, entra a far parte dei feudi asburgici, ed è inserito tra le terre della corona comitale goriziana. Nel 1500 muore Leonardo, ultimo Conte di Gorizia, e il feudo viene ereditato dall'imperatore Massimiliano I d'Asburgo, il quale inserisce l'intero feudo goriziano nel novero delle Terre Ereditarie degli Asburgo. Il secolo successivo, in seguito alle guerre gradiscane, la cittadina di Gradisca è conquistata dagli arciducali e il suo territorio è unito a quello di Gorizia a formare la Contea Principesca di Gorizia e Gradisca. Fiumicello e l'intero dipartimento di Cervignano, comprendente tutti i comuni della Bassa Friulana austriaca, vengono quindi inseriti nel nuovo organismo amministrativo "diarchico", facendo capo a Gradisca.
Nella documentazione austriaca s'incontra alcune volte il toponimo germanico "Clandorf" (da Klein Dorf, "piccolo borgo") in riferimento a Fiumicello. Dal 1617 al 1797, anno della venuta di Napoleone Bonaparte, poco avvenne, se non le solite scaramucce tra arciducali e serenissimi. Fiumicello vantava sotto il suo decanato le due chiese già patriarcali di Aquileia e Grado e nel 1765 contava 1 100 abitanti; della chiesa fiumicellese si hanno delle pregevoli carte topografiche di redazione settecentesca che ne tracciano i possedimenti.
Una famiglia si distinse in ambito socioeconomico in quel di Fiumicello ed è la famiglia Andrian. Gli Andrian, famiglia baronale di antica origine tirolese, già distintasi al servizio dei Conti di Tirolo e Gorizia, diedero alla chiesa fiumicellese Tomaso Andrian (1589-1600), Pietro Andrian (1620-1648) e Nicolò Andrian (1668-1717). Fu Pietro Andrian che trasformò la chiesa di S. Lorenzo da quello che ne restava della vecchia costruzione medievale. Il rifacimento venne portato a termine nel 1649 da Vivaldo Zanotti, anch'egli fiumicellese; probabilmente anche lui fu nominato parroco per intercessione della famiglia Andrian. Gli Andrian avevano a Fiumicello, Aquileia, Gradisca e Gorizia diverse attività d'impresa, e alcuni si distinsero in Austria, Boemia e Ungheria, ma la famiglia perse il titolo nobiliare in seguito alla soppressione del Sacro Romano Impero per mano di Napoleone e, col tempo, vide scemare pure il proprio potere socioeconomico.
Il periodo delle guerre napoleoniche, tra il 1797 e il 1813, portò miseria e fame, tanto che pellagra e malaria imperversavano, mettendo a dura prova la popolazione e in modo particolare i bambini che spesso non riuscivano a farcela. Fu con l'arrivo di don Adamo Zanetti che Fiumicello ebbe una spinta all'innovazione socioeconomica con la creazione di cooperative e casse rurali.
Come tutti i paesi della Corona d'Austria, anche i fiumicellesi servono in divisa asburgica durante le guerre risorgimentali, e con l'assassinio dell'arciduca Francesco Ferdinando d'Asburgo, il 28 giugno 1914, i fiumicellesi sono chiamati alle armi e inviati al fronte in Galizia, contro i russi. Il 25 maggio 1915, dopo la rottura della Triplice Alleanza e l'ingresso dell'Italia in guerra al fianco dell'Intesa, le truppe italiane occupano Fiumicello, che tornerà austriaca unicamente a fine ottobre del 1917, in seguito alla disfatta italiana a Caporetto, per venire definitivamente presa dagli italiani solo il 3 novembre dell'anno seguente, contemporaneamente all'armistizio di Villa Giusti.
Passata la Grande Guerra, nel 1922 arriva per la seconda volta don Zanetti che riprende possesso della parrocchia. Con un provvedimento governativo (Regio Decreto del 30.12.1923) il comune di Fiumicello viene soppresso e aggregato ad Aquileia. Questo provocò moltissimi malumori sia di ordine pratico (la distanza) sia di ordine morale e di orgoglio dei fiumicellesi. Contestualmente il Governo Mussolini aveva provveduto a sopprimere la Provincia di Gorizia spartendone i territori tra le province di Udine, che ricevette l'intero territorio goriziano, incluso il Mandamento di Cervignano di cui Fiumicello faceva parte, e di Trieste, che ricevette il Mandamento di Monfalcone. In seguito alla ricostituzione della provincia di Gorizia però, Fiumicello e l'intero Mandamento di Cervignano rimasero alla Provincia di Udine.

### Simboli
Fiumicello utilizzava dal 1947 uno stemma della casata degli Andrian, 
ma solo per i documenti cartacei degli uffici; come immagine pubblica era in uso lo stemma raffigurato nel gonfalone che rappresentava un paesaggio agreste con un piccolo fiume (il Thiel) scorrente in una piana verde caratterizzata da un casale e da un filare di pioppi, e da un grande albero in primo piano, senza riferimenti reali. Gli stessi elementi, semplificati, sono presenti nell'emblema del nuovo comune di Fiumicello Villa Vicentina.

## Società

### Evoluzione demografica
Abitanti censiti

### Lingue e dialetti
Nel territorio comunale di Fiumicello vigeva la legge regionale 18 dicembre 2007, n. 29 "Norme per la tutela, valorizzazione e promozione della lingua friulana". La variante utilizzata in zona era il friulano orientale.

## Amministrazione
| Periodo        | Periodo          | Primo cittadino    | Partito       | Carica  | Note |
| -------------- | ---------------- | ------------------ | ------------- | ------- | ---- |
| 1995           | 1999             | Massimiliano Olivo | Lista civica  | Sindaco |      |
| 1999           | 2004             | Paolo Dean         | Lista civica  | Sindaco |      |
| 2004           | 7 giugno 2009    | Paolo Dean         | Lista civica  | Sindaco |      |
| 8 giugno 2009  | 24 maggio 2014   | Ennio Scridel      | Liste civiche | Sindaco |      |
| 25 maggio 2014 | 1º febbraio 2018 | Ennio Scridel      | Liste civiche | Sindaco |      |

### Gemellaggi
- Le Temple-sur-Lot